# Hover Sogn (Vejle Kommune)

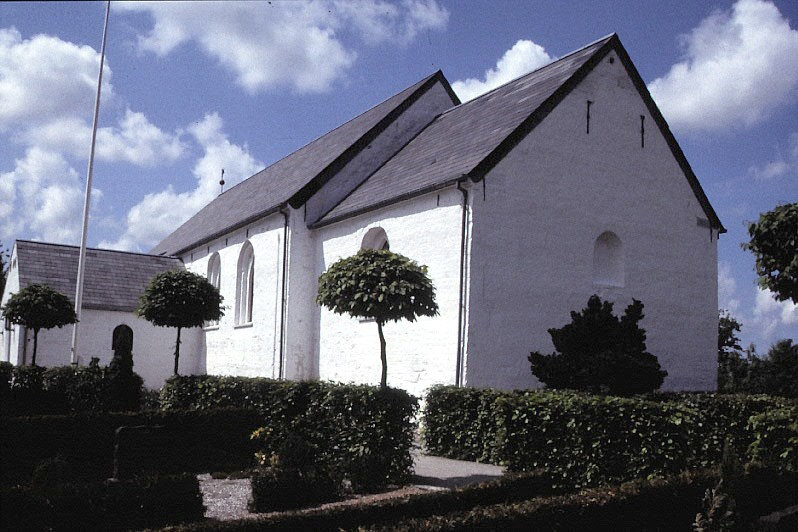
Hover Kirke

Hover Sogn ist eine Kirchspielsgemeinde (dän.: Sogn) im südlichen Dänemark. Bis 1970 gehörte sie zur Harde Tørrild Herred im damaligen Vejle Amt, danach zur Vejle Kommune im erweiterten Vejle Amt, die im Zuge der  Kommunalreform zum 1. Januar 2007 in der „neuen“  Vejle Kommune in der Region Syddanmark aufgegangen ist.
Im Kirchspiel leben 6390 Einwohner (Stand:1. Januar 2023). Im Kirchspiel liegen die Kirchen „Grejsdal Kirke“ und „Hover Kirke“.
Nachbargemeinden sind im Norden Grejs Sogn, im Osten Hornstrup Sogn, im Südosten Nørremarks Sogn, Vor Frelsers Sogn und Sankt Johannes Sogn, im Süden Skibet Sogn und im Nordwesten Jelling Sogn.